# Diplopylidium noelleri
Diplopylidium noelleri ist ein bei Raubtieren im Mittelmeerraum vorkommender Bandwurm. Zwischenwirte sind Dungkäfer und Flöhe. Als Transportwirte können Reptilien und kleine Säugetiere in die Infektionskette eingeschaltet sein. 
Adulte Bandwürmer sind bis zu 12 Zentimeter lang und 1,1 Millimeter breit. Der Scolex trägt vier Saugnäpfe und drei bis vier Hakenreihen. Die geschlechtsreifen Bandwurmglieder ähneln einem Kürbiskern und haben am vorderen Ende des Gliedes randständige, sich gegenüberliegende Genitalporen. Der Uterus ist in Eikapseln unterteilt, die jeweils nur ein Bandwurmei beinhalten.
Das Krankheitsbild entspricht denen anderer Bandwurmerkrankungen des Hundes oder der Katze. Gelegentlich treten auch Erkrankungen des Menschen auf, die der Dipylidiasis entsprechen. D. noelleri ist somit ein Zoonoseerreger.